# Ак-Монайские каменоломни
Ак-Монайские каменоломни — подземные каменоломни в окрестностях села Каменское (Ак-Монай) на берегу Азовского моря в Ленинском районе Крыма.

## Описание
Каменская антиклиналь Керченского полуострова вытянута между селами Каменское и Калиновка вдоль побережья Арабатского залива. Ак-Монайские каменоломни представляют собой группу выработок, расположенных на северном крыле складки и протянувшихся примерно на 7,5 км от восточных окраин села Каменское (бывшее Ак-Монай) в восточном направлении вдоль берега. В километре и в 3.5 км к востоку от окраины Каменского находятся также два открытых карьера. Общая длина закартированной части выработок составляет около 19600 м. Общая длина, по некоторым оценкам, может достигать 50 км. Выделяют местные топонимы — изолированные друг от друга системы выработок «Кухня»45°16′57″ с. ш. 35°32′13″ в. д., «Центральные»45°17′02″ с. ш. 35°32′17″ в. д., «Мамай»45°17′13″ с. ш. 35°32′36″ в. д.. Добыча велась в один ярус. Уклон пластов горизонта ориентирован на север. В настоящее время в связи с разрушением породы и большим числом обвалов посещение каменоломен неподготовленными экскурсантами представляет опасность. Цепочка сплошных провалов тянется почти на 2 км вдоль побережья на восток на расстоянии 150—200 м от уреза воды, далее провалы становятся эпизодичными. В каменоломнях обитает колония летучих мышей.
- Вход в подземный колодец
- Один из входов
- Подземные велогонки

## История
Пётр Паллас в труде «Наблюдения, сделанные во время путешествия по южным наместничествам Русского государства в 1793—1794 годах» упоминает Ак-Монай и расположенные у деревни каменоломни, добавляя, что из их камня построена Арабатская крепость, следовательно уже в XVII веке жители занимались добычей камня.
Сохранилось большое количество шахтёрских надписей XIX века. В конце XIX — начале XX века каменоломни обслуживала отдельная железнодорожная ветка, идущая на север от разъезда Ак-Монай, отмеченная на 1 км карте РККА 1941 года. После революции добыча прекратилась и возобновилась в 1930-е годы.
В выработках сохранились многочисленные следы военных стоянок войск 47-й армии Крымского фронта зимы-весны 1942 года. После начала 7 мая 1942 года операции «Охота на дроф» к 10 мая 1942 года район был захвачен немецко-румынскими войсками.
Каменоломни использовались в 1994 году как база банды рецидивиста Петра Бабака, которая была вооружена автоматическим оружием и специализировалась на грабежах стоянок отдыхающих-автомобилистов на побережье Азовского моря. В ходе осмотра территории 21 июля 1994 года сотрудники МВД, инспектора ДПС И. Фарафонтов и А. Тарасенков проследили бандитов до входа в каменоломени, где обнаружили автомобиль Ауди-100, похищеный ранее под угрозой оружия у автотуристов возле села Каменское. В этот момент бандиты открыли огонь. Три пули попали в Фарафонтова, одна раздробила ключицу Тарасенкова. От болевого шока старший лейтенант Тарасенков потерял сознание и стрелявшие посчитали его убитым. Игорь Фарафонтов, инспектор дорожно-патрульной службы, был ранен и позже убит, выстрелом из карабина, на теле его остались следы пыток. У входа в каменоломни позднее был установлен памятник милиционерам, который также служит ориентиром на местности.
В настоящее время Ак-Монайские каменоломни используются как место экстремального спелеотуризма, здесь проводятся соревнования по подземному ориентированию. В выработках Мамай в 2004 году прошли подземные велогонки.